# NGC 4642
NGC 4642 (również PGC 42791 lub UGC 7893) – galaktyka spiralna (Sbc), znajdująca się w gwiazdozbiorze Panny. Odkrył ją William Herschel 1 stycznia 1786 roku.